# Swetła Bożkowa
Swetła Bożkowa Gjulewa (bułg. Светла Божкова Гюлева, ur. 13 marca 1951 w Jambole) – bułgarska lekkoatletka, specjalizująca się w rzucie dyskiem, dwukrotna olimpijka.

## Kariera sportowa
Zdobyła srebrny medal w rzucie dyskiem na europejskich igrzyskach juniorów w 1968 w Lipsku.
Zajęła 10. miejsce na igrzyskach olimpijskich w 1972 w Monachium i również 10. miejsce na mistrzostwach Europy w 1974 w Rzymie.
Na mistrzostwach Europy w 1978 w Pradze zajęła 6. miejsce, w finale pucharu Europy w 1979 w Turynie 3. miejsce, a w zawodach pucharu świata w 1979 w Montrealu 4. miejsce.
Zajęła 8. miejsce na igrzyskach olimpijskich w 1980 w Moskwie i 9. miejsce na mistrzostwach Europy w 1982 w Atenach.
Odniosła wiele sukcesów w mistrzostwach krajów bałkańskich, zdobywając złoty medal w 1983, srebrne medale w 1973, 1976 i 1980 oraz brązowe medale w 1977 i 1979.
Była mistrzynią Bułgarii w rzucie dyskiem w latach 1978–1980.
Jej rekord życiowy w rzucie dyskiem wynosił 67,26 m i został ustanowiony 5 lipca 1980 w Sofii.